# Улица Гора Металлистов
Улица Гора Металлистов — улица в исторической части Воронежа, одна из границ Центрального района города. Проходит от Университетской площади до Большой Стрелецкой улицы. Одна из старейших улиц города. Протяжённость улицы около 390 м.

## История

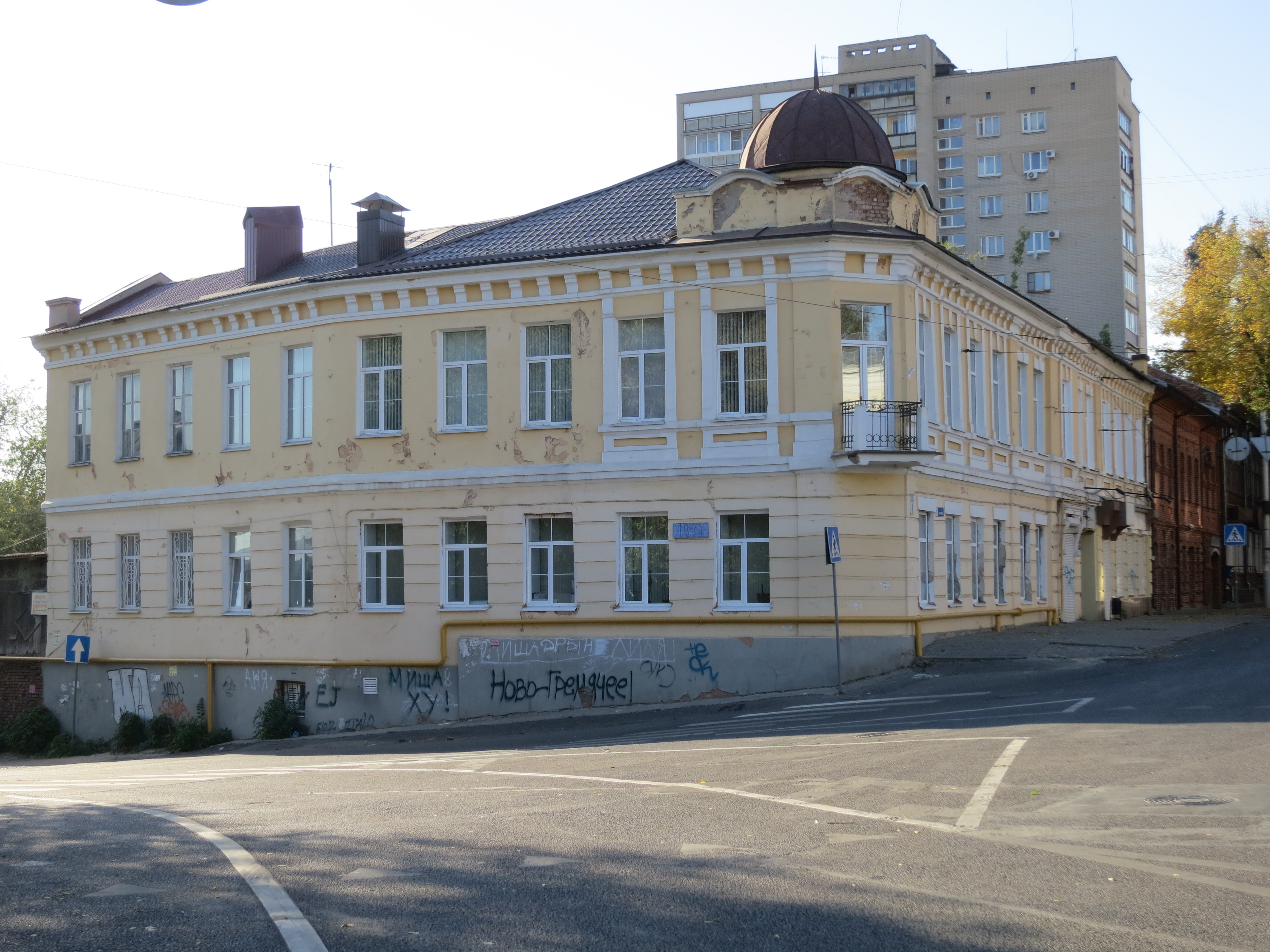
Киевское подворье, д. 1

По своему расположению улица — остаток планировки до перестройки города по генеральному плану 1774 года (была лишь спрямлена).
Историческое название — Соборная гора, известна с XVIII столетия. Название было дано по главному воронежскому собору — Благовещенскому — в комплексе архиерейского подворья, находившегося на месте главного корпуса Воронежского государственного университета. Благовещения собор существовал в Воронеже со времени возникновения города, он не один раз перестраивался и менял местоположение.
В 1928 году Соборная гора стала Горой Металлистов, в честь Союза металлистов — профессионального объединения работников металлургической отрасли. В районе горы располагалось также жилищное товарищество «Металлист», членами которого были рабочие и служащие — металлурги, товарищество занимало в 1920-х годах комплекс бывшей гостиницы «Киевское подворье» в верхней части горы, на углу с улицей 9 Января (теперь д. 1, д. 3, д. 3а, д. 5 по улице Платонова).
Район улицы, благодаря рельефу, весьма живописен — улица «коридором» уходит в «атмосферу» старого тихого района Воронежа. Узкая проезжая часть, стеснённая кирпичными подпорными стенами, круто уходит с оживлённой площади в обширную лощину с малоэтажной застройкой. Сохранился немногочисленный ряд домов конца XIX — начала XX века, среди них один из корпусов Странноприимного дома Митрофановского монастыря (д. 9, конец XIX — начало XX в.). Ниже, на углу с Базарной горой, к исторической застройке относится неброский дом мещанина Д. Г. Зубкова (д. 32, перестроен в 1903 г.).
Улица постепенно застраивается многоэтажными домами повышенной комфортности и просторными коттеджами.